# Ledion Liço
Ledion Liço (ur. 13 czerwca 1986) – albański prezenter telewizyjny, producent, piosenkarz i dyrektor medialny. Jest najbardziej znany jako prowadzący reality show Big Brother VIP Albania (2024–obecnie). Przez wiele lat współpracował z siecią Top Channel Albania jako Dyrektor Kreatywny, a także z Top Albania Radio jako Dyrektor Generalny.

## Kariera
Liço rozpoczął swoją karierę w 2005 roku jako prowadzący programy telewizyjne Wake Up i Shtojzovallet. Później zyskał rozgłos dzięki pracy w programach muzycznych i rozrywkowych, takich jak Top Fest (2007–2016), Top Awards i Unplugged (2006–2008). W 2015 roku prowadził Big Brother Albania 8. Pracował także przy programach The Voice of Albania (2011–2017) oraz The Voice Kids Albania (2016–2018), gdzie był również producentem wykonawczym.
Od 2019 roku Liço pełni funkcję Dyrektora Wykonawczego Top Channel Films i Top Albania Radio. W 2020 roku został dyrektorem artystycznym Top Channel Albania. W 2024 roku Liço powrócił jako prowadzący trzeci sezon Big Brother VIP Albania. Następnie został potwierdzony jako prowadzący czwartej edycji. Liço pracował również przy programach muzycznych takich jak A.Live.Night (2022), Summer Dance i Heineken Sessions.

## Filmografia

### Telewizja
- Ethet e së Premtes (2002) – uczestnik
- Wake UP – prowadzący, producent
- Shtojzovallet (2005) – prowadzący
- Top Fest (2007-2016) – prowadzący, również uczestnik w 2008 roku
- Unplugged (2006-2009) – prowadzący
- The Voice of Albania (2012-2015, 2017) – prowadzący
- Top Music Awards (2016) – prowadzący
- Voice Kids Albania (2018) – prowadzący, producent wykonawczy
- Big Brother VIP Albania (2024–obecnie) – prowadzący

### Radio
- Wake UP – prowadzący, producent
- Heineken Sessions (2015) – producent
- A•Live•Night (2022) – producent

## Życie prywatne
Liço jest żonaty z Sarą Hoxhą, która jest współwłaścicielką Top Media, firmy macierzystej stacji telewizyjnej Top Channel Albania. Para ma troje dzieci.